# 9. šahovska olimpijada
9. šahovska olimpijada je potekala med 20. avgustom in 11. septembrom 1950 v Dubrovniku (SFRJ, danes Hrvaška).
SFRJ je osvojila prvo mesto, Argentina drugo in Nemčija tretje.
Sodelovalo je 84 šahistov (med njimi 4 velemojstri in 23 mednarodnih mojstrov) v 16 reprezentancah; odigrali so vseh 480 načrtovanih partij.

## Udeleženci
1. Argentina (Miguel Najdorf, Julio Bolbochán, Héctor Decio Rossetto, Herman Pilnik, ...)
2. Avstrija (Hans Lambert, ...)
3. Belgija (Alberic O'Kelly de Galway, ...)
4. Čile (René Letelier Martner, ...)
5. Danska (Eigil Pedersen, Haije Kramer, ...)
6. Finska (Eero Böök, Kaarle Ojanen, Reino Niemi, Harras Heikinheimo, Ilmari Niemelä, ...)
7. Francija (Nicolas Rossolimo, Xavier Tartacover, Stefan Kesten, Robert Crépeaux, Chantal Mme Chaudé de Silans, ...)
8. Grčija (Aristides Zografakis, Fotis Mastichiadis, ...)
9. Italija (Vincenzo Castaldi, Vincenzo Nestler, ...)
10. Jugoslavija (Svetozar Gligorić, Vasja Pirc, Petar Trifunović, Braslav Rabar, Milan Vidmar jr, Stojan Puc)
11. Nemčija (Wolfgang Unzicker, Lothar Schmid, Gerhard Pfeiffer, Hans-Hilmar Staudte, ...)
12. Nizozemska (Lodewijk Prins, Nicolaas Cortlever, Jan Donner, Machgielis Euwe, Theodore Van Scheltinga, ...)
13. Norveška (Haakon Opsahl, ...)
14. Peru (Felipe Pinzón Solis, ...)
15. Švedska (Nils Bergkvist, Kristian Sköld, ...)
16. ZDA (Samuel Herman Reshevsky, George Kramer, Larry Melvyn Evans, ...)

## Zanimivosti
- Na tej olimpijadi je prvič tudi ženska - Francozinja Chaudé de Silans.